# ガンバレー部NEXT!
『ガンバレー部NEXT!』（ガンバレーぶネクスト!）は、2015年6月より7月までフジテレビにて放送されていた日本のテレビアニメ作品。

## 概要
2015年ワールドカップバレーボール（フジテレビ系独占放送）の事前番組宣伝を兼ねたものであるとともに、本大会2位以内（原則）に出場権が与えられるリオデジャネイロオリンピックを目指すバレーボール全日本男子の選手のうち「NEXT4」と称される若手選手をキャラクター化。強化合宿で訪れた海辺のホテルを舞台に繰り広げるコメディ作品。

## キャラクター
全て実在の選手・関係者がモデルとなっている。

### NEXT4
石川祐希
声 - 広瀬裕也
背番号8。ニッポン史上最高の逸材。「NEXT4」では最年少ながら世界最高峰のイタリアリーグで活躍するなど日本の未来を担うスパイカー。試合で緊張したことがなく、先輩を友達と思っている図太い神経も大物の証。
柳田将洋
声 - 白井悠介
背番号15。プリンスオブバレーボール。「NEXT4」最年長。高校時代は全国制覇、大学では1年生からエースとスーパーエリート街道を歩んできた。クールな2枚目キャラクターだが本人は「イケメン」と呼ばれることを嫌う。
山内晶大
声 - 高梨謙吾
背番号12。大きな大きなシンデレラボーイ。バレーボールを始めたのが高校1年生、そこから5年で日本代表の座をつかんだ。チーム最長身のミドルブロッカー。口数は少ないが、意志の強さを感じさせる。なかなか体重が増えないのが悩み。
髙橋健太郎
声 - 高橋伸也
背番号3。エキサイティング若大将。「NEXT4」一番の元気ハツラツ系。とにかく「負けん気」が強く、外国人選手にも臆さず闘志が前面に出ていく肉食タイプ。気持ちが強すぎて、時に周囲が見えなくなることも。

### その他
深津英臣
声 - 高瀬泰幸
背番号13。次世代束ねるニッポンの太陽。NEXT４をまとめる、頼れる新司令塔（セッター）。後輩たちからもいじられるチームNo.1のムードメーカー。５月に子供が生まれ、パパになった。
南部正司監督
声 - 関貴昭
男子バレーの次世代を託す存在として“NEXT４”を指名した指揮官。リオ五輪出場を目指し、日々奮闘中。普段はおしゃべりで、チームを和ませる温厚な人柄で、選手からの信頼も厚い。

## スタッフ
- 監督 - 三原武憲
- シリーズ構成・脚本 - 関根聡子
- キャラクターデザイン - 曾我篤史
- 美術監督 - 大山怜
- 色彩設定 - 竹内優太
- 音楽 - 諸藤一平、YASS（ビーグルクルー）
- チーフプロデューサー - 高瀬透子、太田光史
- プロデューサー - 大角隆文（エキスプレススポーツ）
- 制作プロデューサー - 鎌田肇、平松岳史
- アニメーション制作 - 動画工房
- 協力 - 公益財団法人日本バレーボール協会
- 製作著作 - フジテレビ

## 放送局
| 放送期間               | 放送時間                     | 放送局     | 対象地域   | 備考 |
| ---------------------- | ---------------------------- | ---------- | ---------- | ---- |
| 2015年6月8日 - 7月13日 | 月曜 0:45 - 0:50（日曜深夜） | フジテレビ | 関東広域圏 |      |

7月20日からは同時間帯に再放送された。またフジテレビオンデマンドでも配信され、全話とも2015年9月23日まで無料。